# Абрамс, Си Джей
Пол Кристофер «Си Джей» Абрамс (англ. Paul Christopher «CJ» Abrams; род. 3 октября 2000, Альфаретта, Джорджия) — американский бейсболист, шортстоп клуба Главной лиги бейсбола «Вашингтон Нэшионалс». На драфте Главной лиги бейсбола 2019 года был выбран в первом раунде под общим шестым номером.

## Биография
Си Джей Абрамс родился 3 октября 2000 года в Алфаретте в штате Джорджия. Он учился в католической старшей школе благословенной Троицы в Розуэлле. Играл в составе её бейсбольной команды. В 2019 году он отбивал с результатом 43,2 % с тремя хоум-ранами и 27 RBI, по итогам сезона его признали лучшим игроком штата. Летом 2019 года на драфте Главной лиги бейсбола Абрамс был выбран клубом «Сан-Диего Падрес» в первом раунде под общим шестым номером.
В профессиональном бейсболе Абрамс дебютировал в составе дочерней команды «Падрес» в Аризонской лиге для новичков. Затем он был переведён в клуб Лиги Среднего Запада «Форт-Уэйн Тин Кэпс». Суммарно в составах обеих команд в 2019 году он сыграл в 34 матчах, отбивая с результатом 39,3 %. В последующее межсезонье Абрамс занял третье место в рейтинге лучших молодых игроков системы «Сан-Диего» после Маккензи Гора и Луиса Патиньо. В 2020 году сезон в младших лигах был отменён из-за пандемии COVID-19 и на поле он не выходил. Несмотря на это, в январе 2021 года он оценивался уже как лучший игрок в системе клуба, а национальном уровне канал ESPN поставил его на пятое место в своём рейтинге ста лучших молодых бейсболистов.
В сезоне 2021 года Абрамс выступал на уровне AA-лиги в составе «Сан-Антонио Мишнс». В 42 проведённых играх он отбивал с результатом 29,6 %, выбив 48 хитов и набрав 23 RBI. Весной 2022 года он принимал участие в предсезонных сборах с основным составом «Падрес», хотя позиция основного шортстопа команды была занята подписавшим крупный контракт Фернандо Татисом. В Главной лиге бейсбола Абрамс дебютировал в апреле 2022 года, но на старте чемпионата играл слабо и проиграл конкуренцию Ким Хасону. В мае его перевели в команду AAA-лиги «Эль-Пасо Чиуауас». В июле его и ряд других молодых игроков обменяли в «Вашингтон Нэшионалс» на аутфилдера Хуана Сото и игрока первой базы Джоша Белла. До перехода Абрамс сыграл за «Падрес» в 46 матчах, отбивая с результатом 23,2 %. Проведя несколько игр в фарм-команде «Рочестер Ред Уингз», в августе он был переведён в основной состав «Вашингтона», заменив получившего травму Луиса Гарсию. До конца сезона Абрамс сыграл в 44 матчах чемпионата, отбивая с эффективностью 25,8 %.